# Bong bóng giá tài sản Nhật Bản
Bong bóng giá tài sản Nhật Bản (バブル景気 baburu keiki, "bong bóng kinh tế") là một bong bóng kinh tế ở Nhật Bản kéo dài từ năm 1986 đến năm 1991, khi giá bất động sản và thị trường chứng khoán bị thổi phồng lên rất nhiều. Đầu năm 1992, bong bóng giá bị vỡ và nền kinh tế Nhật Bản rơi vào đình trệ. Bong bóng được đặc trưng bởi giá tài sản tăng chóng mặt và hoạt động kinh tế quá nóng, cũng như cung tiền và mở rộng tín dụng không kiểm soát. Cụ thể hơn, sự tự tin thái quá và đầu cơ liên quan đến giá tài sản và cổ phiếu gắn liền với chính sách nới lỏng tiền tệ quá mức vào thời điểm đó. Thông qua việc tạo ra các chính sách kinh tế nhằm nâng cao tính thị trường của tài sản, nới lỏng khả năng tiếp cận tín dụng và khuyến khích đầu cơ, chính phủ Nhật Bản đã bắt đầu bong bóng giá tài sản ở Nhật Bản ngày càng kéo dài và trầm trọng hơn.

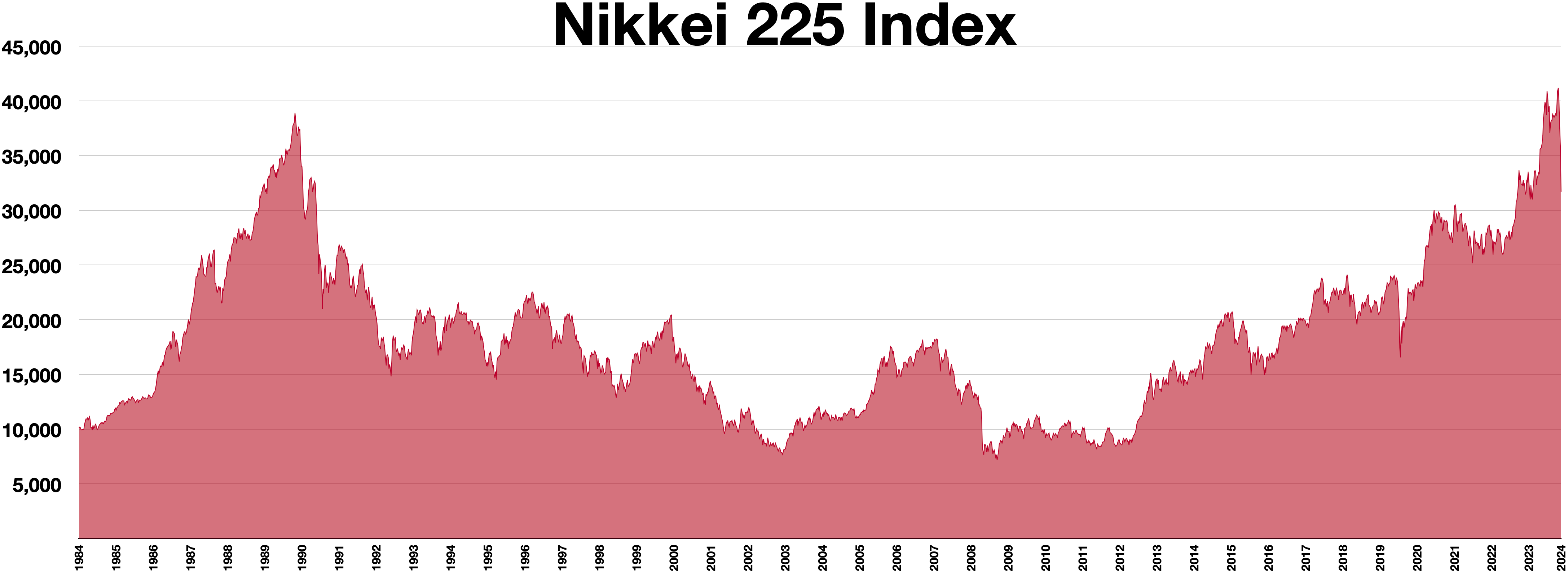
Chỉ số chứng khoán Nikkei 225 giai đoạn 1984–2022.

Đến tháng 8 năm 1990, chỉ số chứng khoán Nikkei đã giảm mạnh xuống còn một nửa so với mức đỉnh vào thời điểm Ngân hàng Nhật Bản (BOJ) thắt chặt tiền tệ lần thứ năm. Cuối năm 1991, giá các loại tài sản khác bắt đầu giảm. Mặc dù giá tài sản đã giảm rõ rệt vào đầu năm 1992, sự suy giảm của nền kinh tế vẫn tiếp tục trong hơn một thập kỷ. Sự suy giảm này dẫn đến một lượng lớn nợ xấu tích tụ, gây khó khăn cho nhiều tổ chức tài chính. Sự bùng nổ của bong bóng giá tài sản Nhật Bản đã góp phần vào cái mà nhiều người gọi là Thập niên mất mát. Giá đất trung bình trên toàn quốc của Nhật Bản cuối cùng đã bắt đầu tăng so với cùng kỳ năm 2018, với mức tăng 0,1% so với mức giá năm 2017.

## Bối cảnh

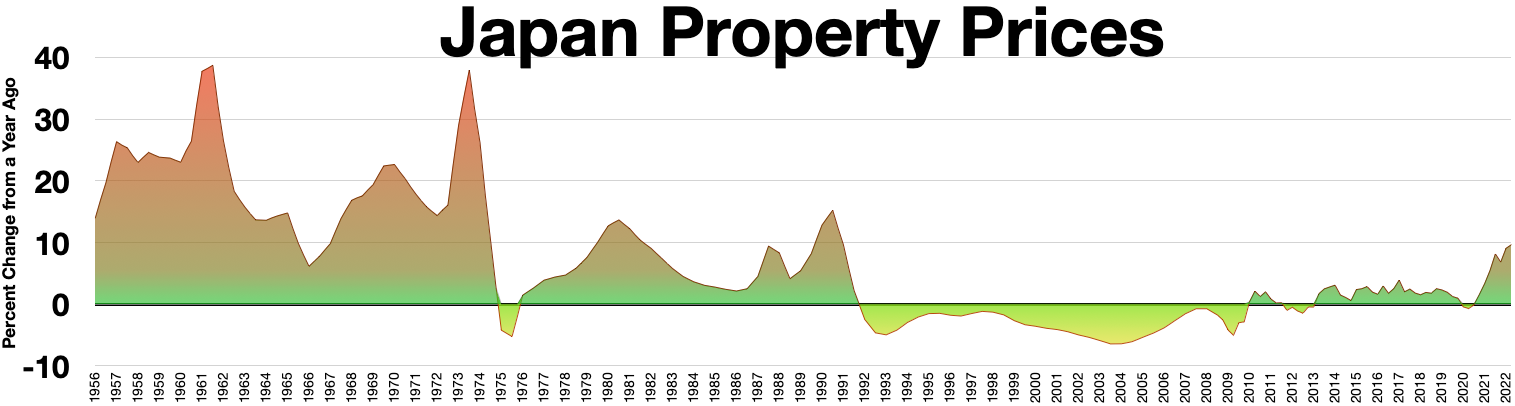
Giá tài sản ở Nhật Bản (theo năm)

Nghiên cứu ban đầu cho thấy giá tài sản của Nhật Bản tăng nhanh phần lớn là do BOJ chậm trễ trong việc giải quyết vấn đề. Cuối tháng 8 năm 1987, BOJ đưa ra tín hiệu về khả năng thắt chặt chính sách tiền tệ, nhưng đã trì hoãn quyết định do tình hình kinh tế bất ổn liên quan đến Thứ Hai Đen 1987 tại Hoa Kỳ.
Nghiên cứu sau đó lập luận một quan điểm khác, rằng BOJ miễn cưỡng thắt chặt chính sách tiền tệ, bất chấp thực tế là nền kinh tế đã bắt đầu mở rộng vào nửa cuối năm 1987. Nền kinh tế Nhật Bản vừa mới phục hồi sau cuộc suy thoái kinh tế endaka (日本の円高不況 Nihon no endakafukyō, nghĩa đen là "suy thoái do đồng Yên Nhật lên giá"), xảy ra từ năm 1985 đến 1986. Suy thoái endaka có liên quan chặt chẽ với Thỏa ước Plaza tháng 9 năm 1985, dẫn đến việc đồng Yên Nhật tăng giá mạnh. Thuật ngữ endaka fukyō trong tương lai sẽ được sử dụng nhiều lần để mô tả nhiều lần đồng Yên tăng giá và nền kinh tế rơi vào suy thoái, đặt ra một câu hỏi hóc búa cho doanh nghiệp, chính phủ, đối tác thương mại và những người chống can thiệp tiền tệ.
Đồng Yên tăng giá mạnh đã làm xói mòn nền kinh tế Nhật Bản, do nền kinh tế này được dẫn dắt bởi xuất khẩu và đầu tư vốn cho mục đích xuất khẩu. Trên thực tế, để vượt qua suy thoái endaka và kích thích nền kinh tế địa phương, một chính sách tài khóa tích cực đã được áp dụng, chủ yếu thông qua việc mở rộng đầu tư công. Đồng thời, BOJ tuyên bố rằng kiềm chế sự tăng giá của đồng Yên là ưu tiên quốc gia. Để ngăn đồng Yên tăng giá hơn nữa, các nhà hoạch định chính sách tiền tệ đã theo đuổi chính sách nới lỏng tiền tệ mạnh mẽ và cắt giảm tỷ lệ chiết khấu chính thức xuống mức thấp nhất là 2,5% vào tháng 2 năm 1987.

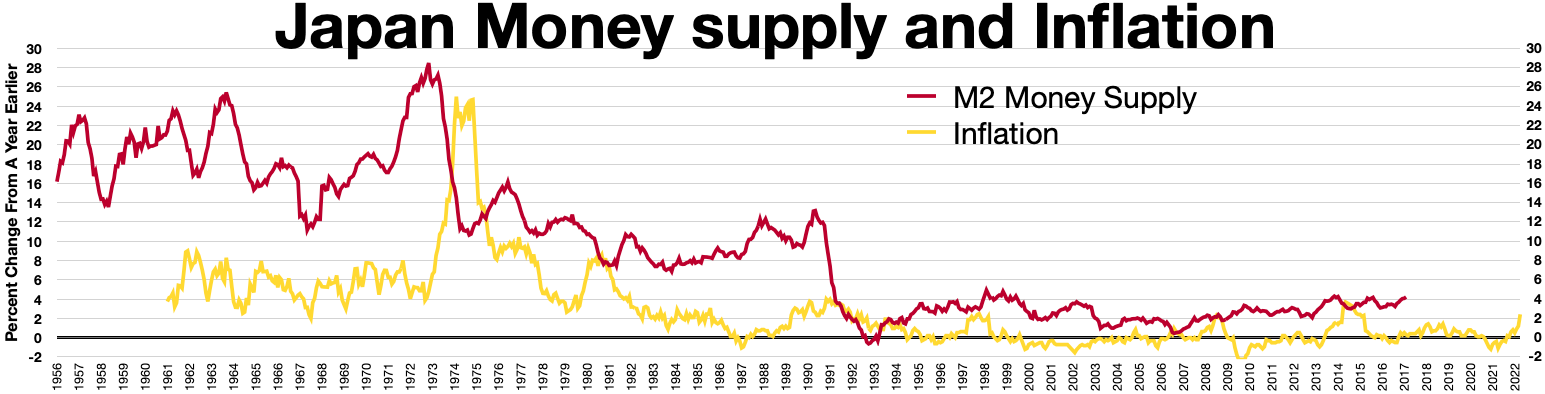
Cung ứng tiền và lạm phát của Nhật Bản (theo năm)
Cung ứng tiền M2
Lạm phát

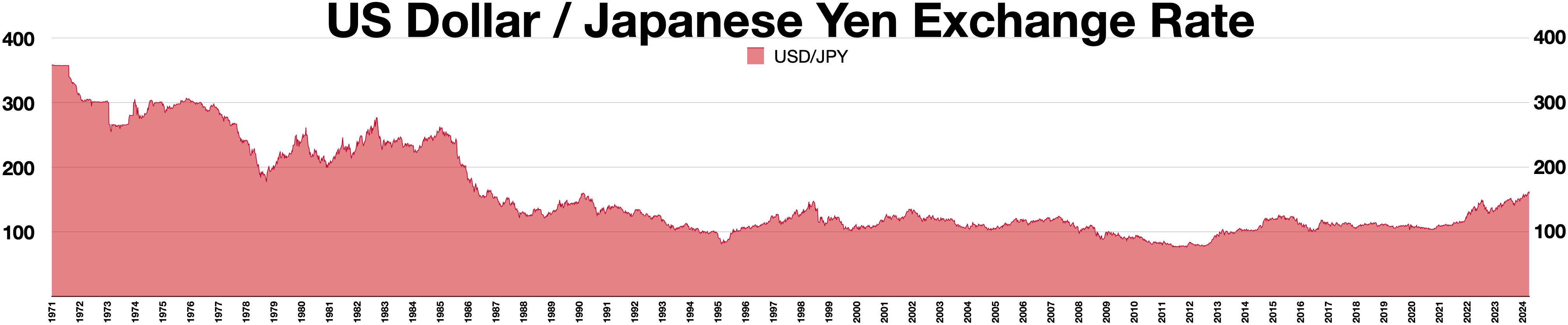
Tỷ giá hối đoái USD/JPY giai đoạn 1971-2022.

Động thái này ban đầu đã thất bại trong việc kiềm chế đồng Yên tăng giá, vốn đã tăng từ 200,05 ¥/U$ (nới lỏng tiền tệ lần đầu tiên) lên 128,25 ¥/U$ (cuối năm 1987). Xu hướng chỉ đảo ngược vào mùa xuân năm 1988, khi đồng đô la Mỹ bắt đầu mạnh lên so với đồng Yên. Một số nhà nghiên cứu đã chỉ ra rằng "ngoại trừ lần cắt giảm lãi suất chiết khấu đầu tiên, bốn lần tiếp theo chịu ảnh hưởng nặng nề của Hoa Kỳ: lần cắt giảm thứ hai và thứ ba là một thông báo chung để cắt giảm lãi suất chiết khấu, trong khi lần thứ tư và thứ năm là do tuyên bố chung, hoặc của Mỹ–Nhật, hoặc của G7". Có ý kiến cho rằng Hoa Kỳ đã gây ảnh hưởng để tăng sức mạnh của đồng Yên, bởi điều này sẽ giúp ích cho những nỗ lực đang diễn ra nhằm giảm tài khoản vãng lai Mỹ–Nhật đang bị thiếu hụt. Hầu như tất cả các đợt cắt giảm lãi suất do BOJ công bố đều thể hiện rõ ràng nhu cầu ổn định tỷ giá hối đoái cao hơn là ổn định nền kinh tế trong nước.
Sau đó, BOJ đã bóng gió về khả năng thắt chặt chính sách do áp lực lạm phát của nền kinh tế nội địa. Mặc dù giữ nguyên tỷ lệ chiết khấu chính thức trong suốt mùa hè năm 1987, BOJ bày tỏ lo ngại về việc nới lỏng tiền tệ quá mức, đặc biệt là sau khi cung ứng tiền và giá tài sản tăng mạnh. Tuy nhiên, Thứ Hai Đen ở Mỹ đã khiến BOJ trì hoãn việc chuyển sang chính sách thắt chặt tiền tệ. BOJ chính thức tăng lãi suất chiết khấu vào ngày 31 tháng 3 năm 1989.
Bảng dưới đây thể hiện mức trung bình hàng tháng của tỷ giá giao ngay đô la Mỹ/Yên (USD/Yên) vào lúc 17:00 JST.
| Năm  | Tháng      | Tháng      | Tháng       | Tháng      | Tháng       | Tháng  | Tháng  | Tháng           | Tháng      | Tháng       | Tháng      | Tháng       |
| Năm  | Một        | Hai        | Ba          | Bốn        | Năm         | Sáu    | Bảy    | Tám             | Chín       | Mười        | Mười một   | Mười hai    |
| ---- | ---------- | ---------- | ----------- | ---------- | ----------- | ------ | ------ | --------------- | ---------- | ----------- | ---------- | ----------- |
| 1985 | 254.11     | 260.34     | 258.43      | 251.67     | 251.57      | 248.95 | 241.70 | 237.20          | 236.91 [1] | 214.84      | 203.85     | 202.75      |
| 1986 | 200.05 [2] | 184.62     | 178.83 [3]  | 175.56 [4] | 166.89      | 167.82 | 158.65 | 154.11          | 154.78     | 156.04      | 162.72 [5] | 162.13      |
| 1987 | 154.48     | 153.49 [6] | 151.56      | 142.96     | 140.47      | 144.52 | 150.20 | 147.57 [7]      | 143.03     | 143.48 [8]  | 135.25     | 128.25      |
| 1988 | 127.44     | 129.26     | 127.23      | 124.88     | 124.74      | 127.20 | 133.10 | 133.63          | 134.45     | 128.85      | 123.16     | 123.63      |
| 1989 | 127.24     | 127.77     | 130.35      | 132.01 [9] | 138.40 [10] | 143.92 | 140.63 | 141.20          | 145.06     | 141.99 [11] | 143.55     | 143.62 [12] |
| 1990 | 145.09     | 145.54     | 153.19 [13] | 158.50     | 153.52      | 153.78 | 149.23 | 147.46 [14][15] | 138.96     | 129.73      | 129.01     | 133.72      |

| #    | Ghi chú kèm |
| ---- | --- |
| [1]  | Thỏa ước Plaza ngày 22 tháng 9 năm 1985 |
| [2]  | Nới lỏng tiền tệ đợt 1 (30 tháng 1 năm 1986): Lãi suất chiết khấu chính thức giảm từ 5,0% xuống 4,5%                                             |
| [3]  | Nới lỏng tiền tệ đợt 2 (10 tháng 3 năm 1986): Lãi suất chiết khấu chính thức giảm từ 4,5% xuống 4,0% cùng lúc với FRB và Bundesbank              |
| [4]  | Nới lỏng tiền tệ đợt 3 (21 tháng 4 năm 1986): Lãi suất chiết khấu chính thức giảm từ 4,0% xuống 3,5% cùng lúc với FRB                            |
| [5]  | Nới lỏng tiền tệ đợt 4 (1 tháng 11 năm 1986): Lãi suất chiết khấu chính thức giảm từ 3,5% xuống 3,0%                                             |
| [6]  | Nới lỏng tiền tệ đợt 5 (23 tháng 2 năm 1987): Lãi suất chiết khấu chính thức giảm từ 3,0% xuống 2,5% theo Hiệp định Louvre (22 tháng 2 năm 1987) |
| [7]  | BOJ báo hiệu khả năng thắt chặt tiền tệ |
| [8]  | Thứ Hai Đen (NYSE sụp đổ) ngày 19 tháng 10 năm 1987                                                                                              |
| [9]  | Công bố thuế tiêu dùng |
| [10] | Thắt chặt tiền tệ đợt 1 (30 tháng 5 năm 1989): Lãi suất chiết khấu chính thức tăng từ 2,5% lên 3,25%                                             |
| [11] | Thắt chặt tiền tệ đợt 2 (11 tháng 10 năm 1989): Lãi suất chiết khấu chính thức tăng từ 3,25% lên 3,75%                                           |
| [12] | Thắt chặt tiền tệ đợt 3 (25 tháng 12 năm 1989): Lãi suất chiết khấu chính thức tăng từ 3,75% lên 4,25%                                           |
| [13] | Thắt chặt tiền tệ đợt 4 (20 tháng 3 năm 1990): Lãi suất chiết khấu chính thức tăng từ 4,25% lên 5,25%                                            |
| [14] | Thắt chặt tiền tệ đợt 5 (30 tháng 8 năm 1990): Lãi suất chiết khấu chính thức tăng từ 5,25% lên 6,00% do khủng hoảng vùng Vịnh                   |
| [15] | Giá cổ phiếu giảm xuống còn một nửa so với mức đỉnh                                                                                              |

## Dòng thời gian
| 1985       | - Thỏa ước Plaza được phê chuẩn vào tháng 9. - Yên Nhật tăng mạnh từ 236,91JPY/USD (tháng 9) lên 202,75JPY/USD (tháng 12). - "Suy thoái endaka" trở nên tồi tệ hơn trong quý IV. - Nikkei 225 tăng lên hơn 13.000 vào ngày 12 tháng 12 năm 1985. - Giá đất tăng đột biến trong đô thị Tokyo; giá đất trung bình (trên 1m2) tại các quận thương mại ở Tokyo tăng gần 42% so với những năm trước. |
| 1986       | - Để giải quyết vấn đề tăng giá của đồng yên Nhật, BOJ bắt đầu nới lỏng chính sách tiền tệ, cắt giảm lãi suất chiết khấu chính thức từ 5,0% xuống 3,0%. - Yên Nhật chạm mức đỉnh mới so với đô la Mỹ (154,11JPY/USD) vào tháng 8 trước khi ổn định ở mức 162,13¥/U$ vào tháng 12. - Nikkei 225 tăng thêm từ 13.024 (ngày 6 tháng 1 năm 1986) lên 18.821 (ngày 26 tháng 12 năm 1986). - Giá đất trung bình (trên 1m2) tại các khu dân cư ở Tokyo ghi nhận mức tăng 45% (so với năm 1985), trong khi giá đất trung bình (trên 1m2) tại các quận thương mại ở Tokyo tăng khoảng 122% (so với năm 1985). Giá đất tại các khu công nghiệp ở Tokyo tăng khoảng 14% (trên 1m2). - Giá đất thương mại (trên 1m2) ở Osaka tăng 35% so với năm trước. |
| 1987       | - Nền kinh tế Nhật Bản phục hồi và bước vào một năm mở rộng vào quý đầu tiên. - Theo Hiệp định Louvre, BOJ đã cắt giảm tỷ lệ chiết khấu chính thức từ 3,0% xuống 2,5%. - BOJ bày tỏ lo ngại về tình trạng lạm phát tài sản và báo hiệu khả năng thực hiện chính sách thắt chặt tiền tệ vào mùa hè năm 1987. - Đồng yên Nhật tiếp tục mạnh so với đồng đô la Mỹ, chạm mức đỉnh mới 128,25JPY/USD vào tháng 12. - Nikkei 225 đã phá vỡ mốc 20.000 vào ngày 30 tháng 1 năm 1987 và ghi nhận mức đỉnh mới là 26.118 vào ngày 1 tháng 9 năm 1987. Nikkei 225 rớt xuống mức 21.564 vào ngày 28 tháng 12 năm 1987 do những bất ổn kinh tế sau Thứ Hai Đen của NYSE. Khi nguồn cung đất trong đô thị Tokyo khan hiếm, các nhà đầu tư bắt đầu đầu cơ vào đất đai xung quanh Vùng thủ đô Tōkyō, đặc biệt là đất đô thị Nam Kanto, tập trung ở Kanagawa (ở Yokohama), tỉnh Saitama và Chiba. Đất đô thị ở Osaka, Kyoto, Aichi (ở Nagoya) và quận Hyogo (ở Kobe) trải qua sự tăng trưởng bất thường về lạm phát tài sản. |
| 1988       | - Yên Nhật tăng lên 123,16JPY/USD vào tháng 11 trước khi giảm nhẹ xuống 123,63JPY/USD vào tháng 12. - Nikkei 225 phá mốc 30.000 và ghi mức đỉnh mới là 30.159 vào ngày 28 tháng 12 năm 1988. - Tốc độ tăng giá tài sản ở thủ đô Tokyo bắt đầu chững lại, đặc biệt là ở các khu dân cư và khu thương mại. Đất đai ở một số phường trong đô thị Tokyo bắt đầu giảm. - Các khu đất đô thị khác ở Vùng thủ đô Tōkyō vẫn có xu hướng tăng giá. Đất đô thị ở các quận Osaka, Kyoto, Aichi (ở Nagoya) và Hyogo (ở Kobe) hầu như không bị ảnh hưởng bởi tình hình của Tokyo. |
| 1989       | - Thuế tiêu thụ được công bố ở Nhật Bản vào tháng 4 năm 1989. - BOJ thắt chặt chính sách tiền tệ bằng cách tăng lãi suất chiết khấu chính thức từ 2,5% lên 4,25% vào cuối tháng 12 năm 1989. - Yên Nhật giảm so với đô la Mỹ, xuống mức thấp nhất là 145,06JPY/USD vào tháng 9. - Nikkei 225 tiếp tục tăng giá khi chạm mức đỉnh lịch sử là 38.957,44 vào ngày 29 tháng 12 năm 1989. - Giá đất ở đô thị Tokyo giảm khi diện tích đất ở trung bình 1m2 giảm 4,2%, trong khi giá đất tại các khu thương mại và khu công nghiệp ở đô thị Tokyo vẫn duy trì. - Các quận lân cận, đặc biệt là quận Kanagawa, cũng bắt đầu bị ảnh hưởng do vị trí địa lý gần với thủ đô Tokyo. Ở Yokohama (Kanagawa), giá đất ở các khu dân cư chững lại hoặc giảm nhẹ so với năm 1988. - Tất cả các vùng đất đô thị lớn khác ở Nhật Bản vẫn không bị ảnh hưởng bởi sự sụp đổ tài sản ở Tokyo. |
| 1990       | - BOJ tiếp tục thắt chặt chính sách tiền tệ bằng cách đẩy lãi suất chiết khấu chính thức từ 4,25% lên 6,00%. - Yên Nhật rơi xuống mức thấp nhất là 158,50JPY/USD vào tháng 4 nhưng bắt đầu tăng lại vào nửa cuối năm 1990; nó chạm mức đỉnh là 129,01JPY/USD vào tháng 11. - Nikkei 225 giảm mạnh từ 37.189 (4 tháng 1 năm 1990) xuống 23.849 (28 tháng 12 năm 1990), mất hơn 35% giá trị vào năm 1990. - Giá tài sản ở thủ đô Tokyo giảm ổn định. Tất cả các vùng đất đô thị lớn khác ở Nhật Bản vẫn có xu hướng tăng. |
| 1991       | - Yên Nhật tiếp tục xu hướng tăng so với đô la Mỹ, tăng trở lại mức 129,07JPY/USD vào tháng 12. - Nikkei 225 tụt xuống 22.984 vào ngày 30 tháng 12 năm 1991, so với 23.293 vào ngày 4 tháng 1 năm 1991. - Giá đất (khu dân cư, khu thương mại và khu công nghiệp) ở Tokyo giảm mạnh. Tất cả các giá đất đô thị lớn khác ở Nhật Bản đều tăng khiêm tốn hoặc giữ nguyên. Càng về cuối năm, giá đất nền hầu hết các đô thị đều rơi vào âm. |
| 2000 -2002 | - Sự ra đời của đồng Euro vào năm 1999 đã dẫn đến việc bình thường hóa giá trị tài sản ở các thành phố thủ đô lớn của châu Âu. Bên quản lý hưu trí của Hà Lan là PVF Achmea, Achmea Global Investors đi tiên phong trong khái niệm mới về quỹ lĩnh vực bất động sản toàn cầu khi định giá đồng Euro và Đô la Mỹ nhằm hỗ trợ các quyết định phân bổ quản lý đầu tư. Chỉ đến cuối năm 2000, nhà quản lý chứng khoán tài sản hàng đầu châu Á và toàn cầu Dhr. O. Silva của Achmea thống nhất cả ba khu vực trên cơ sở định giá tương đối, khi đó mới thấy rõ ràng việc chứng khoán hóa tài sản hiệu quả về thuế đối với bất động sản chính mang lại lợi nhuận, vì cấu trúc J-REIT có thể là một mô hình tạo tài sản thực tế để giúp ngăn chặn tài sản kéo dài hàng thập niên giảm phát ở Nhật Bản. - Với sự tham vấn của các nhà phát triển bất động sản hàng đầu, Mitsubishi Estate Lưu trữ ngày 28 tháng 8 năm 2015 tại Wayback Machine và Mitsui Fudosan, cùng với FSA của Nhật Bản và sự hỗ trợ của các nhà quản lý lương hưu Hà Lan, dự thảo đầu tiên của cơ quan lập pháp J-REIT đã được thông qua vào tháng 11 năm 2000. - J-REIT đầu tiên niêm yết trên Sở giao dịch chứng khoán Tokyo là Quỹ xây dựng Nippon (TSE: 8951) do Mitsui Fudosan (TSE: 8801) tài trợ. Khi các ngân hàng và nhà phát triển bất động sản giải phóng bảng cân đối kế toán của họ, cùng với tính thanh khoản do bên quản lý lương hưu Hà Lan cung cấp, giá đất của các căn hộ và văn phòng ở Tokyo đã ổn định vào năm 2002 |

## Nhận biết

### Giá tài sản
Bong bóng giá tài sản 1985-1991 ảnh hưởng đến toàn bộ quốc gia, mặc dù sự khác biệt về tác động phụ thuộc vào ba yếu tố chính: quy mô của thành phố, khoảng cách địa lý giữa đô thị Tokyo và Ōsaka, và tầm quan trọng lịch sử của thành phố trong chính sách của chính quyền trung ương. Các thành phố thuộc các tỉnh gần đô thị Tokyo trải qua lạm phát định giá tài sản lớn hơn nhiều so với các thành phố nằm ở các tỉnh xa Tokyo.
Để phục vụ mục đích định nghĩa, Viện Bất động sản Nhật Bản đã phân loại đô thị Tokyo (bao gồm 23 phường đặc biệt), Yokohama (Kanagawa), Nagoya (Aichi), Kyōto (Kyōto), Ōsaka (Ōsaka) và Kobe (Hyōgo) là sáu các thành phố lớn bị ảnh hưởng nhiều nhất bởi bong bóng giá cả. Sáu thành phố lớn này đã trải qua lạm phát giá tài sản lớn hơn nhiều so với giá đất đô thị khác trên toàn quốc. Đến năm 1991, giá đất thương mại tăng 302,9% so với năm 1985, trong khi giá đất ở và đất công nghiệp tăng lần lượt là 180,5% và 162,0% so với năm 1985. Trên toàn quốc, số liệu thống kê cho thấy giá đất thương mại, đất ở và đất công nghiệp tăng lần lượt là 80,9%, 51,1% và 51,7%.
Vào đầu những năm 1980, Tokyo là một thành phố thương mại quan trọng do tập trung nhiều tập đoàn và trung tâm tài chính quốc tế. Nhu cầu về diện tích văn phòng tiếp tục tăng cao khi nhiều hoạt động kinh tế tràn ngập các khu thương mại ở Tokyo, dẫn đến cầu vượt cung. Các chính sách của chính phủ chỉ tập trung các hoạt động kinh tế ở Tokyo và thiếu đa dạng hóa các hoạt động kinh tế ở các thành phố địa phương khác, cũng là một phần nguyên nhân gây ra bong bóng.
Đến năm 1985, đất đai trong các khu thương mại của Tokyo không thể đáp ứng nhu cầu thị trường. Kết quả là giá đất tại các khu thương mại ở Tokyo tăng mạnh trong vòng một năm. Giá trung bình trên 1m2 đất ở các khu thương mại của Tokyo năm 1984 là 1.333.000¥ (ước tính 5.600 đô la Mỹ vào năm 1984, khi 1 đô la Mỹ = 238¥). Chỉ trong một năm, giá trung bình trên 1m2 đất tại các khu thương mại ở Tokyo đã tăng lên 1.894.000¥ (ước tính 7.958 đô la Mỹ vào năm 1985, khi giá trung bình là 1 đô la Mỹ=238¥). Điều này đại khái có nghĩa là tăng 42% chỉ trong một năm. Đến năm 1986, giá trung bình trên 1m2 đất tại các khu thương mại ở Tokyo đã tăng cao tới 4.211.000 Yên (ước tính 25.065 đô la Mỹ năm 1986, khi trung bình 1 đô la Mỹ = 168 Yên), tăng 122% so với năm 1985. Đất thổ cư tăng vọt từ mức trung bình 297.000¥/U$1.247 trên 1m2 (năm 1985) lên 431.000¥/U$2.565 trên 1m2 (năm 1986), tăng 45%.
Osaka cũng có tốc độ tăng giá đất nhanh chóng, đặc biệt là ở các khu thương mại. Giá đất ở Osaka tăng 35% từ mức trung bình 855.000¥/1m2 (1985) lên mức 1.159.000¥/1m2 (1986). Vì Osaka hoạt động chủ yếu như một trung tâm thương mại ở Nhật Bản, giá đất ở Osaka có xu hướng cao hơn so với hầu hết các vùng đất đô thị khác ở Nhật Bản.
Đến năm 1987, hầu như tất cả đất đai trong đô thị Tokyo không đáp ứng đủ nhu cầu. Tại thời điểm này, đất ở tại Tokyo đã tăng lên 890.000¥/1m2 (ước tính 6.180 đô la Mỹ, khi 1U$ = 144¥) và đất thương mại là 6.493.000 yên/1m2 (45.090 đô la Mỹ). Do đó, các nhà đầu tư đổ xô đến các quận xung quanh đô thị Tokyo, đặc biệt là các quận trong Vùng thủ đô Tōkyō. Các nhà đầu tư ưa thích các tỉnh nằm ở Nam Kanto hơn là Bắc Kanto. Do đó, giá đất tại các thành phố như Yokohama (tỉnh Kanagawa), Saitama (tỉnh Saitama) và Chiba (tỉnh Chiba) có xu hướng đắt hơn so với các thành phố như Mito (tỉnh Ibaraki), Utsunomiya (tỉnh Tochigi) và Maebashi (tỉnh Gunma). Ví dụ, năm 1987, giá đất thương mại ở Yokohama (trung bình 1 mét vuông) là 1.279.000 Yên, Saitama là 658.000 Yên và Chiba là 1.230.000 Yên. Mặt khác, giá đất thương mại ở Mito (trung bình 1m2) là 153.000 Yên, Utsunomiya là 179.000 Yên và Maebashi là 135.000 Yên vào năm 1986.
Giá đất ở Osaka tiếp tục tăng, đặc biệt là ở khu thương mại, khi giá tăng lên 2.025.000¥/1m2 vào năm 1987. Kyoto (tỉnh Kyoto) và Kobe (tỉnh Hyogo) cũng chứng kiến giá đất tăng mạnh, đặc biệt là đất thương mại lần lượt tăng 31% và 23%. Ảnh hưởng của bong bóng ở Osaka lan rộng đến tận Nagoya (tỉnh Aichi), khiến giá đất thương mại tăng tới 28% so với năm 1986.
Dấu hiệu đầu tiên về sự sụp đổ bong bóng có thể xuất hiện vào năm 1988. Vào thời điểm này, giá đất không cao cấp ở Tokyo đã đạt đến đỉnh điểm, mặc dù một số khu vực ở các phường của Tokyo bắt đầu giảm với một tỷ lệ tương đối nhỏ. Đất đắc địa ở quận Ginza và các khu vực ở Trung tâm Tokyo tiếp tục tăng giá. Đất đô thị ở các thành phố khác vào thời điểm này vẫn không bị ảnh hưởng bởi tình hình ở đô thị Tokyo. Ví dụ, ở Osaka, giá đất thương mại và đất ở tăng lần lượt 37% và 41%.
Đến năm 1989, giá đất tại các khu thương mại ở Tokyo bắt đầu chững lại, trong khi giá đất thực tế tại các khu dân cư ở Tokyo đã giảm 4,2% so với năm 1988. Giá đất tại các khu đắc địa ở Tokyo cũng đạt đỉnh vào khoảng thời gian này. Quận Ginza là đắt nhất, cao nhất là 30.000.000¥/1m2 (ước tính 218.978 đô la Mỹ, khi 1U$ = 137¥). Giá ở Yokohama (tỉnh Kanagawa) bị chậm lại do vị trí gần Tokyo hơn. Saitama (Saitama) và Chiba (Chiba) vẫn ghi nhận mức tăng giá đất ổn định. Tất cả các thành phố đô thị khác ở Nhật Bản vẫn chưa thấy tác động của sự chậm lại ở Tokyo.
Vào thời kỳ đỉnh cao, giá cả ở trung tâm Tokyo cao đến mức khuôn viên Hoàng cung Tokyo rộng 1,15 km2 được ước tính có giá trị hơn tất cả đất đai trong toàn bang California.
Từ năm 1990 đến giữa năm 1991, hầu hết đất đô thị đã đạt đỉnh. Hiệu ứng trễ từ sự sụp đổ của Nikkei 225 đã làm giá đất đô thị ở hầu hết các vùng của Nhật Bản giảm xuống vào cuối năm 1991. Sự sụp đổ bong bóng chính thức được tuyên bố vào đầu năm 1992, khi giá đất giảm mạnh nhất trong giai đoạn này. Tokyo trải qua thảm họa tồi tệ nhất. Giá đất tại các khu dân cư bình quân 1m2 giảm 19% trong khi giá đất thương mại giảm 13% so với năm 1991. Giá đất chung tại các khu dân cư và khu thương mại ở Tokyo giảm xuống mức thấp nhất kể từ năm 1987.

### Giá cổ phiếu
Khối lượng giao dịch cổ phiếu của các tập đoàn tăng từ 19% lên 39% trong những năm 1980, trong khi tỷ lệ sở hữu chéo tăng từ 39% (1950) lên 67%. Điều này làm giảm số lượng cổ phiếu có sẵn trên thị trường đại chúng để giao dịch hàng ngày, khiến giá cổ phiếu dễ thao túng hơn và tách rời khỏi ban lãnh đạo công ty.
Vào những năm 1980, hướng đi của giá cổ phiếu ở Nhật Bản phần lớn được quyết định bởi thị trường tài sản, đặc biệt là giá đất ở Nhật Bản. Nhìn vào hiệu suất hàng tháng của Nikkei 225 vào năm 1984, chỉ số này phần lớn dao động trong phạm vi 9900–11.600. Khi giá đất ở Tokyo bắt đầu tăng vào năm 1985, thị trường chứng khoán cũng tăng cao hơn, với chỉ số Nikkei 225 đã vượt qua mốc 13.000 vào ngày 2 tháng 12 năm 1985.
Sự đột biến rõ ràng xảy ra vào năm 1986, khi chỉ số Nikkei 225 tăng gần 45% trong vòng một năm. Xu hướng này tiếp tục trong suốt năm 1987 khi nó chạm mức cao nhất là 26.029 vào đầu tháng 8 trước khi bị kéo xuống bởi Thứ Hai Đen của NYSE. Đợt phục hồi mạnh mẽ trong suốt năm 1988 và 1989 đã giúp chỉ số Nikkei 225 chạm mức cao kỷ lục mới khác là 38.957,44 vào ngày 29 tháng 12 năm 1989, trước khi đóng cửa ở mức 38.915,87. Điều này dẫn đến mức tăng hơn 224% kể từ ngày 2 tháng 1 năm 1985. Một số nhà nghiên cứu kết luận giá cổ phiếu bất thường có thể là do giá đất tăng khi tài sản ròng của các tập đoàn tăng lên, từ đó đẩy giá cổ phiếu giá cả trở lên. Miễn là giá tài sản tiếp tục tăng, các nhà đầu tư có nhiều khả năng sẽ bị thu hút để đầu cơ vào giá cổ phiếu. Tuy nhiên, điều này cũng cho thấy những điểm yếu trong quản trị công ty ở Nhật Bản.
Mặt khác, việc thắt chặt chính sách tiền tệ vào năm 1989 dường như ảnh hưởng đến giá cổ phiếu. Khi chi phí cho vay tăng mạnh, cùng với sự sụt giảm nghiêm trọng của giá đất ở Tokyo, thị trường chứng khoán bắt đầu giảm mạnh vào đầu năm 1990. Chỉ số Nikkei 225 giảm từ mức mở cửa 38.921 (ngày 4 tháng 1 năm 1990) xuống mức thấp hàng năm là 21.902 (ngày 5 tháng 12 năm 1990), dẫn đến thua lỗ hơn 43% trong vòng một năm. Giá cổ phiếu chính thức sụp đổ vào cuối năm 1990. Xu hướng giảm tiếp tục kéo dài đến đầu những năm 1990, khi chỉ số Nikkei 225 mở cửa ở mức thấp nhất là 14.338 vào ngày 19 tháng 8 năm 1992.

### Cung ứng tiền và tín dụng
Ban đầu, sự tăng trưởng của cung ứng tiền giảm tốc vào năm 1986 (tốc độ tăng trưởng thấp nhất là 8,3% trong tháng 10–12 năm 1986), đánh dấu sự kết thúc của "cuộc suy thoái endaka" ngắn ngủi. Xu hướng dần bị đảo ngược khi sau đó nó tăng tốc và vượt quá 10% vào tháng 4– 6 năm 1987.
Tăng trưởng tín dụng dễ thấy hơn tăng trưởng cung ứng tiền. Trong thời kỳ bong bóng, các ngân hàng đã tăng cường hoạt động cho vay và đồng thời, nguồn tài chính từ thị trường vốn cũng tăng lên đáng kể trong bối cảnh tiến trình bãi bỏ quy định tài chính và sự gia tăng giá cổ phiếu. Do đó, nguồn tài trợ của khu vực doanh nghiệp và hộ gia đình tăng nhanh từ khoảng năm 1988 và ghi nhận tốc độ tăng trưởng gần 14%/năm vào năm 1989. Cung ứng tiền tiếp tục tăng ngay cả sau khi BOJ thắt chặt chính sách tiền tệ và đạt đỉnh vào năm 1990, sau đó tiếp tục đánh dấu mức tăng trưởng vẫn ở mức hai con số cho đến quý IV. Cung ứng tiền và tín dụng giảm mạnh vào năm 1991, khi hoạt động cho vay của ngân hàng bắt đầu giảm do thái độ cho vay của ngân hàng thay đổi.

## Nguyên nhân

### Thỏa ước Plaza
Thỏa ước Plaza được ký kết giữa Nhật Bản, Vương quốc Anh, Pháp, Tây Đức và Hoa Kỳ vào năm 1985, nhằm giảm sự mất cân bằng trong thương mại giữa các quốc gia. Vào thời điểm đó, Nhật Bản có thặng dư thương mại rất lớn do đồng Yên Nhật yếu hơn so với đô la Mỹ, trong khi Hoa Kỳ bị thâm hụt thương mại liên tục. Lý do đằng sau hiệp định này là một phần khiếu nại của Hoa Kỳ về sự mất cân bằng trong tỷ giá hối đoái giữa đồng Yên và đồng đô la, vì hầu hết các sản phẩm của Nhật Bản nhập khẩu vào Hoa Kỳ có chất lượng cao hơn và giá thấp hơn so với các sản phẩm trong nước do đồng Yên yếu hơn so với đồng đô la. Sau khi đạt được thỏa thuận trong Thỏa ước Plaza, các ngân hàng trung ương ở các nước tham gia bắt đầu bán đô la Mỹ. Trong trường hợp của Nhật Bản, nhu cầu đối với đồng Yên tăng lên và đồng Yên tăng giá đáng kể.Năm 1985, tỷ giá hối đoái của đồng Yên trên một đô la là 238. Sau sự can thiệp ngoại hối của Thỏa ước Plaza, tỷ giá hối đoái giảm xuống còn 165 yên/1 đô la vào năm 1986 do đồng Yên lên giá. Điều này ảnh hưởng đáng kể đến xuất khẩu của Nhật Bản sang Hoa Kỳ, khi nó gần như giảm một nửa vào năm 1992 so với mức cao nhất vào năm 1986, trong khi thâm hụt thương mại ở Hoa Kỳ giảm sau Thỏa ước Plaza và thâm hụt chấm dứt vào năm 1991. Do đồng Yên tăng giá, các công ty Nhật Bản phải chịu tổn thất lớn trong xuất khẩu, vì họ phải bán sản phẩm của mình tại Hoa Kỳ với giá cao hơn trước để kiếm lời.
Đồng Yên tăng giá nhanh hơn dự kiến vì các nhà đầu cơ đã mua đồng Yên và bán đô la Mỹ. Sự tăng giá hơn nữa của đồng yên đã làm rung chuyển nền kinh tế Nhật Bản, vì nguồn tăng trưởng kinh tế chính của Nhật Bản là thặng dư xuất khẩu. Tốc độ tăng trưởng GDP giảm từ 6,3% năm 1985 xuống 2,8% năm 1986, và Nhật Bản trải qua suy thoái. Để đối phó với cuộc suy thoái này, chính phủ đã chuyển hướng tập trung vào việc tăng nhu cầu trong nước để các sản phẩm và dịch vụ nội địa vẫn có thể được tiêu thụ.
Tóm lại về tác động lâu dài của Thỏa ước Plaza, nó đã không thành công trong việc cân bằng sự mất cân bằng thương mại giữa Nhật Bản và Hoa Kỳ. Mặc dù thực tế là không có thay đổi lớn trong tỷ giá hối đoái của đồng Yên và đô la Mỹ, nhưng thặng dư xuất khẩu ở Nhật Bản bắt đầu tăng và thâm hụt thương mại ở Hoa Kỳ bắt đầu tăng trở lại vào những năm 1990. Nhìn chung, Thỏa ước Plaza đã trực tiếp làm tăng giá đồng Yên, và nó đã khuyến khích hạ thấp tỷ lệ chiết khấu vào năm 1986 và 1987. Đây được coi là một trong những nguyên nhân trực tiếp dẫn đến bong bóng giá tài sản.

### Tự do hóa tài chính
Khi Hoa Kỳ suy thoái vào đầu những năm 1980, chính phủ Hoa Kỳ đã chỉ ra sự mất cân bằng tỷ giá hối đoái của đồng đô la Mỹ và đồng Yên Nhật là nguyên nhân của suy thoái, mặc dù vấn đề cơ bản của suy thoái là sự giảm cạnh tranh của các nhà sản xuất trong nước. Để đạt được mục tiêu làm đồng đô la Mỹ mất giá và đồng Yên Nhật tăng giá, Hoa Kỳ đã tập trung vào việc dỡ bỏ các hạn chế tài chính ở Nhật Bản và tăng nhu cầu đối với đồng Yên Nhật. Những hạn chế tài chính ở Nhật Bản vào thời điểm đó đã ngăn cản đồng Yên Nhật được mua và đầu tư tự do bên ngoài Nhật Bản. Năm 1983, ủy ban đồng Yên và đô la Mỹ của Hoa Kỳ và Nhật Bản được thành lập để giảm xung đột trong tỷ giá hối đoái của đồng Yên Nhật và đô la Mỹ. Thông qua ủy ban này, Hoa Kỳ khuyến nghị Nhật Bản bãi bỏ quy định và nới lỏng các hạn chế đối với các giao dịch tài chính và vốn. Kết quả là vào năm 1984, hạn chế đối với các giao dịch hối đoái trong tương lai đã được dỡ bỏ ở Nhật Bản, và không chỉ các ngân hàng mà cả các công ty cũng có thể tham gia vào giao dịch tiền tệ. Cuối năm đó, quy định chuyển đổi quỹ ngoại tệ thành quỹ đồng Yên Nhật cũng bị bãi bỏ. Việc bãi bỏ các hạn chế tài chính ở Nhật Bản đã mở cửa thị trường tài chính Nhật Bản cho thương mại quốc tế, và nhu cầu về đồng Yên Nhật cũng tăng theo. Đồng thời, số lượng các khoản vay từ ngân hàng cho các công ty nhằm mục đích đầu tư bất động sản ngày càng tăng vào năm 1985. Nó một phần trở thành nguyên nhân gây ra bong bóng giá tài sản do tự do hóa tài chính đã làm tăng đầu tư vào bất động sản của các công ty ngay cả trước khi có chính sách tiền tệ mới vào năm 1986.

### Chính sách tiền tệ
Tốc độ tăng giá tài sản chóng vánh của Nhật Bản có liên quan chặt chẽ với việc giảm đáng kể lãi suất ngắn hạn, đáng chú ý là từ năm 1986 đến năm 1987. BOJ đã cắt giảm lãi suất chiết khấu chính thức từ 5,00% (30 tháng 1 năm 1986) xuống 2,50% (23 tháng 2 năm 1987). Tỷ lệ chiết khấu chính thức không thay đổi cho đến ngày 30 tháng 5 năm 1989.
Lãi suất chiết khấu chính thức của BOJ:
| Ngày có hiệu lực                          | Tỷ lệ chiết khấu chính thức |
| ----------------------------------------- | --------------------------- |
| 30 tháng 1 năm 1986                       | 5,00% xuống 4,50%           |
| 10 tháng 3 năm 1986                       | 4,50% xuống 4,00%           |
| 21 tháng 4 năm 1986                       | 4,00% xuống 3,50%           |
| 1 tháng 11 năm 1986                       | 3,50% xuống 3,00%           |
| 23 tháng 2 năm 1987                       | 3,00% xuống 2,50%           |
| 24 tháng 2 năm 1987 – 30 tháng 5 năm 1989 | Không thay đổi ở mức 2,50%  |

Ngoại trừ lần cắt giảm lãi suất chiết khấu đầu tiên, hầu hết lần cắt giảm chiết khấu được chính sách quốc tế thúc đẩy chặt chẽ nhằm can thiệp vào thị trường ngoại hối. Bất chấp việc BOJ nới lỏng mạnh tiền tệ, đồng đô la Mỹ đã giảm tới 35%, từ ¥237/U$ (tháng 9 năm 1985) xuống còn ¥153/U$ (tháng 2 năm 1987). Do đó, động thái của BOJ đã bị chỉ trích nặng nề vì chúng dường như ảnh hưởng đến sức mạnh của đồng Yên, một yếu tố trong nước thường bị bỏ quên. Động thái này đã khiến tăng trưởng tiền tệ vượt khỏi tầm kiểm soát. Trong giai đoạn 1985-1987, tốc độ tăng trưởng tiền tệ dao động quanh mức 8% trước khi được đẩy lên hơn 10% vào cuối năm 1987. Đến đầu năm 1988, tốc độ tăng trưởng đã đạt khoảng 12%/năm.
Ngân hàng Nhật Bản cũng bị chỉ trích vì đóng vai trò thúc đẩy bong bóng tài sản. Động thái của BOJ nhằm đánh giá cao Yên Nhật hơn là ổn định lạm phát giá tài sản và tình trạng quá nóng, có nghĩa là khó có thể làm được gì trong thời kỳ đỉnh điểm của cuộc khủng hoảng. Mặc dù Ngân hàng Nhật Bản đã can thiệp để tăng lãi suất vào ngày 31 tháng 5 năm 1989, nhưng nó dường như ít ảnh hưởng đến lạm phát tài sản. Thật vậy, giá đất tiếp tục tăng cho đến đầu những năm 1990.

### Sai lệch trong hệ thống thuế
Nhật Bản có một trong những nước có hệ thống thuế phức tạp nhất thế giới, với các điều khoản về thuế tài sản đáng được đề cập cụ thể. Những điều khoản này đã bị lạm dụng rộng rãi để đầu cơ và góp phần làm cho đất đai trở nên đắt đỏ hơn, đặc biệt là ở các khu vực đô thị.
Thuế thừa kế ở Nhật Bản rất cao, được báo cáo là 75% giá thị trường đối với hơn 500 triệu yên cho đến năm 1988, và nó vẫn là 70% giá thị trường đối với hơn 2 tỷ yên. Tuy nhiên, việc định giá đất đai cho các mục đích thuế đã từng bằng khoảng một nửa giá trị thị trường và khoản nợ được xem xét theo mệnh giá trong thời kỳ bong bóng. Để trốn thuế thừa kế, nhiều cá nhân chọn cách vay thêm tiền cho chính họ (vì lãi suất thấp hơn nhiều), do đó giảm khả năng phải chịu thuế thừa kế.
Hơn nữa, do lãi vốn từ đất không bị đánh thuế cho đến thời điểm bán và các khoản thanh toán lãi suất có thể được khấu trừ khỏi thu nhập chịu thuế đối với các công ty và cá nhân đầu tư vào tài sản (căn hộ chung cư và văn phòng), điều này đã tạo ra nhiều động lực hơn cho các cá nhân và công ty giàu có để suy đoán về giá tài sản. Thuế tài sản của Nhật Bản quy định rằng thuế tài sản tiêu chuẩn theo luật định là 1,4%. Tuy nhiên, xét về mức thuế tài sản hiệu quả, nó thấp hơn nhiều so với thuế tài sản theo đạo luật được công bố.
Vào những năm 1980, chính quyền địa phương đã đánh thuế theo giá thị trường của đất đai. Do việc định giá không tăng cùng với sự tăng thực tế của giá thị trường nên thuế bất động sản hiệu quả giảm dần theo thời gian. Kết quả là Vùng thủ đô Tōkyō giảm xuống 0,06% so với giá thị trường. Khi giá đất tăng nhanh hơn nhiều so với thuế suất, hầu hết người Nhật coi đất đai là tài sản hơn là cho mục đích sản xuất. Kỳ vọng mạnh mẽ rằng giá đất có khả năng tăng, cùng với thuế bất động sản tối thiểu, có nghĩa là việc đầu cơ vào giá đất sẽ hợp lý hơn là sử dụng toàn bộ đất cho mục đích sản xuất.

### Luật cho thuê đất
Theo quy định của Bộ luật Dân sự Nhật Bản, quyền của người thuê mặt bằng và bên đất được bảo vệ theo Luật cho thuê đất. Luật này có thể bắt nguồn từ thời Thế chiến thứ hai, theo đó hầu hết các chủ hộ gia đình đều phải đi nghĩa vụ quân sự, khiến gia đình họ có nguy cơ bị đuổi khỏi đất thuê. Vì lý do này, hợp đồng thuê đất sẽ tự động gia hạn trừ khi chủ nhà đưa ra lý do cụ thể để phản đối.
Trong trường hợp có tranh chấp giữa bên cho thuê và người thuê, tòa án có thể triệu tập một phiên điều trần để đảm bảo rằng tiền thuê là "công bằng và hợp lý". Nếu tiền thuê nhà do tòa án quy định, người thuê nhà sẽ trả theo giá thuê do tòa án quy định, điều đó có nghĩa là chủ nhà không thể tăng tiền thuê nhà cao hơn giá thị trường thực tế. Do đó, giá thuê trên thực tế được giữ ở mức "thấp một cách giả tạo", và thị trường không phản ứng theo giá thuê do thị trường đặt ra. Do đó, nhiều địa chủ đã từ chối cho thuê đất với giá chiết khấu cao như vậy, mà lại bỏ hoang để thu lợi nhuận lớn khi giá đất tăng mạnh.

### Thay đổi trong hành vi của ngân hàng
Theo truyền thống, người Nhật nổi tiếng là những người rất tiết kiệm ký quỹ. Tuy nhiên, xu hướng này dường như đảo ngược vào cuối những năm 1980 khi nhiều người Nhật chọn chuyển nguồn vốn từ ngân hàng sang thị trường vốn - khiến các ngân hàng buộc phải thắt chặt do chi phí cho vay tăng lên trong khi cơ sở khách hàng thu hẹp lại.
Trên thực tế, hành vi của các ngân hàng đã dần trở nên hung hăng kể từ năm 1983 (thậm chí trước khi có chính sách nới lỏng tiền tệ ở Nhật Bản) sau khi lệnh cấm huy động vốn trên thị trường chứng khoán được dỡ bỏ vào khoảng năm 1980. Tuy nhiên, các công ty lớn không mặn mà lắm trong việc sử dụng ngân hàng làm nguồn huy động vốn. Vì lý do này, các ngân hàng buộc phải tích cực thúc đẩy các khoản vay cho các công ty nhỏ hơn được tài sản bảo trợ. Ngay sau đó, đặc biệt là vào khoảng năm 1987–1988, các ngân hàng thậm chí còn có xu hướng cho các cá nhân vay bằng tài sản đảm bảo hơn. Rõ ràng, ngay cả một người làm công ăn lương bình thường cũng có thể dễ dàng vay tới 100 triệu yên cho bất kỳ mục đích nào, miễn là ngôi nhà của người đó được dùng làm tài sản thế chấp.
Do đó, điều này có tác động bất lợi đến toàn bộ bong bóng tài sản của Nhật Bản. Thứ nhất, các khoản vay rẻ và dễ dàng có sẵn làm giảm chi phí tài trợ cho mục đích đầu cơ. Thứ hai, chứng khoán tăng, cùng với lãi suất thấp, làm giảm chi phí vốn và hỗ trợ tài chính cho thị trường vốn (ví dụ: trái phiếu chuyển đổi, trái phiếu có chứng quyền, v.v.). Thứ ba, sự kết hợp của việc tăng giá đất và giá cổ phiếu đã đẩy giá trị tài sản do các tập đoàn nắm giữ lên cao, và điều này làm tăng hiệu quả các nguồn tài trợ của họ vì những điều này làm tăng giá trị thế chấp của tài sản.

## Hậu quả

### Giá tài sản
Sự bùng nổ giá tài sản dường như đã tác động mạnh mẽ đến toàn bộ nền kinh tế Nhật Bản. Đến năm 1992, giá đất đô thị cả nước giảm 1,7% so với mức đỉnh. Tuy nhiên, đất đai ở sáu thành phố lớn chịu tác động tồi tệ hơn, do giá đất trung bình (thương mại, dân cư và công nghiệp) giảm 15,5% so với mức đỉnh. Giá đất thương mại, đất ở và đất công nghiệp lần lượt giảm 15,2%, 17,9% và 13,1%.
Toàn bộ cuộc khủng hoảng giá tài sản còn tồi tệ hơn nhiều, đặc biệt là ở các khu thương mại lớn của Tokyo. Đến năm 2004, các bất động sản hạng "A" ở các khu tài chính của Tokyo đã giảm xuống dưới 1% so với mức cao nhất và giá nhà ở của Tokyo chưa bằng 1/10 so với mức đỉnh, nhưng vẫn được xếp vào danh sách đắt nhất thế giới cho đến khi bị Moskva và các thành phố khác vượt qua vào cuối những năm 2000. Tuy nhiên, kể từ năm 2012, Tokyo một lần nữa là thành phố đắt đỏ nhất thế giới, tiếp theo là Osaka và Moskva ở vị trí thứ 4. Hàng chục nghìn tỷ đô la giá trị đã bị xóa sổ với sự sụp đổ kết hợp của thị trường chứng khoán và bất động sản Tokyo. Chỉ đến năm 2007, giá bất động sản mới bắt đầu tăng. Tuy nhiên, chúng bắt đầu giảm vào cuối năm 2008 do cuộc khủng hoảng tài chính toàn cầu.

### Tham nhũng
Vào cuối thời kỳ bong bóng, có thông tin tiết lộ rằng tham nhũng, bao gồm hối lộ, giao dịch nội gián, âm mưu thao túng cổ phiếu và lừa đảo, tràn lan trong mọi khía cạnh của xã hội Nhật Bản, từ quan chức chính phủ đến dân thường, trong suốt thời kỳ bong bóng kinh tế.
Vụ Bê bối tuyển dụng năm 1988 liên quan đến toàn bộ nội các và tiết lộ mối quan hệ chặt chẽ giữa chính phủ và khu vực tư nhân, trong đó cổ phần của một công ty nhân sự được bán cho các chính trị gia để đổi lấy sự ưu ái.
Nui Onoue, một cựu chủ nhà hàng ở Osaka, bị kết tội lừa đảo và chịu trách nhiệm về sự sụp đổ của Ngân hàng Công nghiệp Nhật Bản và Ngân hàng Tōyō Shinyo Kinko.

### Tác động đến hộ gia đình
Toàn bộ cuộc khủng hoảng cũng ảnh hưởng xấu đến tiêu dùng và đầu tư trực tiếp ở Nhật Bản. Kết quả là giá tài sản giảm kéo dài dẫn đến tiêu dùng giảm mạnh, cuối cùng là tình trạng giảm phát dài hạn ở Nhật Bản. Sự bùng nổ giá tài sản cũng ảnh hưởng xấu đến niềm tin của người tiêu dùng do sự sụt giảm mạnh làm giảm thu nhập thực tế của các hộ gia đình.

### Tác động đến doanh nghiệp
Đồng thời, do nền kinh tế được thúc đẩy bởi tỷ lệ tái đầu tư cao, nên sự sụp đổ đã ảnh hưởng nặng nề đến thị trường chứng khoán. Chỉ số Nikkei 225 tại Sở giao dịch chứng khoán Tōkyō đã giảm từ mức cao 38.915 vào cuối tháng 12 năm 1989 xuống còn 14.309 vào cuối tháng 8 năm 1992. Đến ngày 11 tháng 3 năm 2003, nó giảm xuống mức thấp nhất sau thời kỳ bong bóng là 7.862. Khi các khoản đầu tư ngày càng hướng ra nước ngoài, các nhà sản xuất gặp khó khăn trong việc duy trì lợi thế cạnh tranh của mình do hầu hết các doanh nghiệp sản xuất đều mất đi một số lợi thế về công nghệ. Do đó, các sản phẩm của Nhật Bản trở nên kém cạnh tranh hơn ở nước ngoài.
Suốt thời kỳ bong bóng tài sản, hầu hết các bảng cân đối kế toán của các công ty Nhật Bản đều được tài sản bảo trợ. Do đó, giá tài sản ảnh hưởng đến bảng cân đối kế toán của công ty. Do thiếu quản trị công ty trong các công ty Nhật Bản, hầu hết các tập đoàn Nhật Bản có xu hướng thuyết phục các nhà đầu tư bằng bảng cân đối kế toán lành mạnh của họ vì hầu hết các nhà đầu tư tin rằng mức giá như vậy có khả năng tăng. Một ảnh hưởng quan trọng của sự sụp đổ bong bóng là sự xấu đi của bảng cân đối kế toán. Kể từ khi giá tài sản sụt giảm, nợ phải trả tăng trên cơ sở dài hạn dự báo một bảng cân đối kế toán xấu cho các nhà đầu tư. Nhiều tập đoàn Nhật Bản đang gặp khó khăn lớn trong việc giảm tỷ lệ nợ, dẫn đến việc miễn cưỡng tăng đầu tư trong khu vực tư nhân.
Chính phủ tiếp tục hỗ trợ cho các ngân hàng phá sản và các doanh nghiệp làm ăn thua lỗ, khiến các công ty hoạt động hiệu quả hơn không thể cạnh tranh được. Thông qua việc tái cấu trúc các khoản vay giả tạo, các ngân hàng lớn của Nhật Bản đã cung cấp một dòng tín dụng cho những người vay mất khả năng thanh toán. Thuật ngữ "zombie company" (công ty xác sống) được đặt ra để mô tả các công ty Nhật Bản không thể trang trải chi phí trả nợ từ lợi nhuận hiện tại trong một thời gian dài. Các "zombie company" làm giảm lợi nhuận của các công ty cạnh tranh, làm giảm khả năng tạo việc làm, giảm năng suất và không khuyến khích đầu tư.
Trong những năm 1970 và 1980, các chương trình biên chế suốt đời (shūshin koyō) đã phổ biến rộng rãi. Nhưng để đối phó với suy thoái kinh tế sau sự bùng nổ của bong bóng, các công ty Nhật Bản đã tái cơ cấu hoạt động kinh doanh của họ, bao gồm thu hẹp quy mô và gia công phần mềm. Các chương trình biên chế suốt đời đã được sửa đổi và không phổ biến, và những sinh viên mới tốt nghiệp đại học không tìm được việc làm ổn định, phải làm những công việc không ổn định và được trả lương thấp.

### Lĩnh vực tài chính ngân hàng
Khoản tín dụng dễ dàng có được giúp tạo ra và làm căng bong bóng bất động sản tiếp tục là một vấn đề trong vài năm, và cho đến cuối năm 1997, các ngân hàng vẫn cho vay với xác suất hoàn trả thấp.  Các nhân viên cho vay và nhân viên đầu tư gặp khó khăn trong việc tìm kiếm thứ gì để đầu tư vào mà có triển vọng thu được lợi nhuận. Đôi khi họ gửi khối tiền mặt đầu tư của mình, giống như tiền gửi thông thường, vào một ngân hàng cạnh tranh, và điều này sẽ khiến cho các nhân viên cho vay và nhân viên đầu tư của ngân hàng đó phàn nàn. Việc khắc phục vấn đề tín dụng càng trở nên khó khăn hơn khi chính phủ bắt đầu trợ cấp cho các ngân hàng và doanh nghiệp làm ăn thua lỗ, tạo ra nhiều cái gọi là "zombie company". Cuối cùng, một giao dịch vận chuyển đã phát triển, trong đó tiền được vay từ Nhật Bản, đầu tư để thu lại lợi nhuận ở nơi khác, và sau đó người Nhật được trả lại với một khoản lợi nhuận tốt cho thương nhân.
Cuộc khủng hoảng hậu bong bóng cũng tàn phá một số doanh nghiệp như Công ty chứng khoán Sanyo, Ngân hàng Hokkaido Takushoku và Công ty chứng khoán Yamaichi vào tháng 11 năm 1997. Đến tháng 10 năm 1998, sự sụp đổ của Ngân hàng Tín dụng dài hạn Nhật Bản cũng như Ngân hàng Tín dụng Nippon vào tháng 12 cùng năm đã làm trầm trọng thêm tình trạng bất ổn của hệ thống tài chính, làm suy giảm nghiêm trọng niềm tin của người tiêu dùng và doanh nghiệp, đồng thời giáng một đòn nặng nề vào nền kinh tế. Để giải quyết khủng hoảng, chính phủ đã bơm tổng cộng 9,3 nghìn tỷ yên từ công quỹ vào các ngân hàng lớn vào tháng 3 năm 1998 và tháng 3 năm 1999.

### Thập niên mất mát
Thập niên sau năm 1991 ở Nhật Bản được gọi là Thập niên mất mát (失われた十年 ushinawareta jūnen), do ảnh hưởng dần dần của sự sụp đổ bong bóng tài sản và các tác động liên quan.
Thập niên mất mát cuối cùng đã trở thành '20 năm mất mát', vì GDP của Nhật Bản năm 2017 chỉ cao hơn 2,6% so với năm 1997, với tốc độ tăng trưởng hàng năm là 0,13%.

## Truyền thông
Bong bóng giá tài sản của Nhật Bản được chú ý trong series A Portrait of Postwar Japan (2015) của NHK, Tập 2: "The Bubble and the Lost Decades". Những người làm phim tài liệu đã thu thập thông tin từ các cuộc phỏng vấn với hơn 100 nhân vật chủ chốt của bong bóng.
Trò chơi điện tử Yakuza 0 do Sega phát triển vào cuối năm 1988 trong thời kỳ bong bóng giá tài sản Nhật Bản, và đề cập đến bong bóng này.